# Las Torres de Cotillas
Las Torres de Cotillas è un comune spagnolo di 21 062 abitanti situato nella comunità autonoma di Murcia.